# Tucupi
Tucupi ist eine Ortschaft im Departamento La Paz im südamerikanischen Anden-Staat Bolivien.

## Lage im Nahraum
Tucupi ist eine Ortschaft im Municipio Palos Blancos in der Provinz Sud Yungas und liegt am rechten Ufer des Río Beni an der Mündung des Río Tucupi.

## Geographie
Tucupi liegt in den bolivianischen Yungas auf einer Höhe von 516 m östlich der Anden-Gebirgskette der Cordillera Real, zwischen der Cordillera de Cocapata und der Voranden-Kette Sierra de Marimonos.
Die mittlere Durchschnittstemperatur der Region liegt bei gut 26 °C (siehe Klimadiagramm Covendo), die Monatsdurchschnittswerte schwanken nur unwesentlich zwischen 24 °C im Juni/Juli und 28 °C in den Sommermonaten Oktober bis März. Der Jahresniederschlag beträgt fast 1600 mm, die Monatsniederschläge liegen unter 50 mm in den ariden Monaten Juni und Juli und bei mehr als 200 mm von Dezember bis Februar.

## Verkehrsnetz
Tucupi liegt in einer Entfernung von 269 Straßenkilometern nordöstlich von La Paz, der Hauptstadt des gleichnamigen Departamentos.
Von La Paz führt die Nationalstraße Ruta 3 über Coroico und Caranavi in nordöstlicher Richtung bis zur Brücke über den Río Beni, von dort 15 Kilometer weiter flussaufwärts bis Palos Blancos und weitere 30 Kilometer flussaufwärts vorbei an San Miguel de Huachi bis Tucupi und weiter nach Covendo.

## Bevölkerung
Die Einwohnerzahl des Ortes ist in den vergangenen Jahrzehnten um fast die Hälfte zurückgegangen:
| Jahr | Einwohner | Quelle       |
| ---- | --------- | ------------ |
| 1992 | 900       | Volkszählung |
| 2001 | 681       | Volkszählung |
| 2012 | 514       | Volkszählung |
| 2024 |           | Volkszählung |